# Yann Devehat
Yann Devehat est un joueur professionnel français de basket-ball, né le 19 mars 1980 à Angoulême en Charente.

## Biographie
Après des débuts dans les catégories de jeunes au club de Saint-Sornin, il joue à Angoulême puis au PCBB. Il est choisi pour se former au Centre fédéral de basket-ball où il côtoie notamment Tony Parker.
À sa sortie du Centre fédéral, il rejoint le CEP Poitiers qui évolue alors en Nationale 2. En 2002, le club monte en Nationale 1 et devient le Poitiers Basket 86. Devehat reste toute sa carrière au PB86 et participe à la progression du club : accession à la Pro B en 2006, et à la Pro A en 2009.
Yann Devehat prend sa retraite en août 2012.
Yann Devehat revient en 2017 à son premier sport collectif et signe au club de volley-ball NAVB de Nouaillé-Maupertuis en qualité de central.